# Зороастрийский храм
Зороастрийский храм – религиозное сооружение, предназначенное для отправления зороастрийского культа.  
Понятие зороастрийский храм включает в себя два типа сооружений, которые существует как минимум с IV века до н.э. Первый тип храмов включает в себя собственно храмы священных огней и храмы династийных или царских огней. Второй тип храма — храмы божеств с изображениями или статуями (были преобразованы в храмы огней еще в сасанидский период) и без изображений.
Несмотря на то, что в зороастризме храм как таковой рассматривается не как сакральное помещение, а как место хранения священного огня, из-за неизбежного наступления нечистоты доступ иноверцев в зороастрийский храм запрещен. Храм принято посещать в белой одежде и с покрытой головой (для женщин), в состоянии ритуальной чистоты. Обязательным условием для постройки храма является наличие источника чистой воды в непосредственной близости от храма.

## Ахеменидский период
Судя по сообщениям Геродота, еще в середине 5 века до н. э. зороастрийцы совершали моления на открытом пространстве , обращаясь к небу, а также выполняли обряды и жертвоприношения, связанные с огнем, используя огонь домашнего очага.
При ранних Ахеменидах появляются алтари огня, располагавшиеся на холмах под открытым небом. Огни, перед которыми молились цари, уже в Пасаргадах помещались на каменную подставку, что демонстрировало возвышение царя над подданными и было выражением неоспоримой власти. Первые культовые постройки Пасаргад, скорее всего, были посвящены триаде наиболее значимых божеств - Митре, Анахтите и Ахура-Мазде (на этот счет высказывались разные предположения, так как сложно сказать, какие обряды проводились в данных храмах).
Две таинственные постройки - Зиндан-и-Сулейман в Пасаргадах и Кааба-Зартушт в Накши-Рустаме, также, возможно, были храмами, хотя на этот счет существуют разные версии. В доказательство культового назначения говорит изображение царей в молитвенных позах перед одной из них на монетах, однако эти постройки точно не были храмами огня – следы горения на стенах отсутствуют, более того, стены построек глухие.

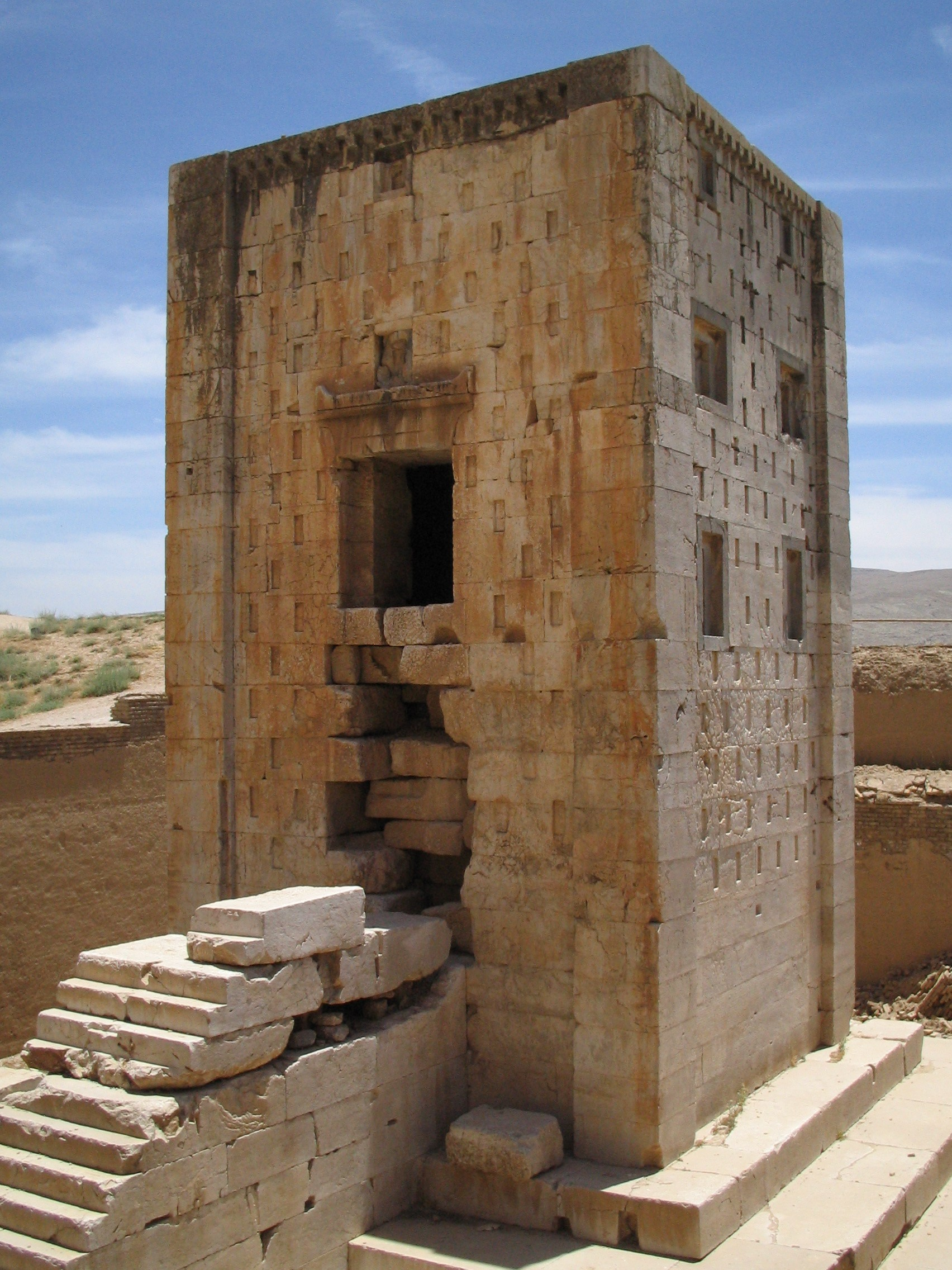
Кааба Зороастра

В Сузах было раскопано культовое сооружение, относящееся ко времени правления Артаксеркса II и представляющее собой квадратную постройку, держащуюся на четырех колоннах и не имеющую крыши.  Храмы такого типа, чортаг, станут типичными для Сасанидского периода.
Таким образом, к началу Парфянской эпохи в зороастризме существовало два типа мест поклонения: первый, называемый багин или aязан, был святилищем, посвященным определенному божеству и строился в честь покровителя отдельного человека или семьи. Второй, '’атрошан’’, был "местом горящего огня".  Многие храмы были разрушены в ходе завоевания Александра Македонского.

## Парфянский период
Самые ранние руины постройки, которые точно могут быть идентифицированы как храм огня, восходят к парфянской эпохе. Древнейшая из них датирована III-IV веками и находятся на горе Хаджех близ о. Хамун на востоке Ирана и, возможно, была возведена на месте более древнего святилища. С древних времен эта местность имела особое значение для зороастрийцев, так как считается, что именно отсюда должен прийти Саошьянт. Храм состоял из четырехколонного зала с алтарем огня, к которому направлялись молитвы, и прямоугольного помещения, в которое, видимо, допускались молящиеся. С противоположной стороны зала с четырьмя колоннами находилось небольшое квадратное в плане помещение, в котором, вероятно, и содержался священный огонь.
Также после завоевания Ирана Александром Македонским под греческим влиянием появляются первые храмы со статуями богов, в первую очередь Анахиты, Митры и Веретрагны. Смешение восточных и западных культур в парфянскую эпоху можно заметить, изучая храмы божеств. Нередко трудно идентифицировать бога, которому поклонялись в том или ином месте из-за ярко выраженного слияния культов. Ахурамазда отождествляется с Белом, Митрой, Шамашем, Анахита – с Афродитой, Иштар, Нинайей ; божество, которому посвящено наибольшее количество храмов, Веретрагна – с Гераклом.

#### Классификация огней
Три великих огня, а именно Адур-Бурзэн-Михр, Адур-Гушнасп и Адур-Фарнбаг видимо, созданы в III-II веках до н.э., так как к III веку н.э. время их создание уже неизвестно жрецам.  Огни наделялись защитными функциями, и первоначально они свободно перемещались, оказывая помощь там, где это было необходимо.
Адур Бурзен-Михр находился в Парфии. В Сасанидский период он был связан с земледельческим сословием, в то время как два других - Адур-Фарнбаг в Парсе- принадлежали сословию жрецов, и Адур-Гушнасп в Мидии- воинам.
Также каждый правитель имел собственный огонь, который зажигался после его восшествия на престол (в парфянский период появляется большое количество таких храмов).
Существовало три класса огней, самым почитаемым из них был огонь Бахрама. Он наделялся охранительными и защитными функциями; считалось, что он помогает людям бороться со злом. Огонь Бахрама создавался из шестнадцати видов огня – в основном это огни домашних очагов воинов, жрецов и представителей других сословий. Однако создание огня Бахрама нередко могло затягиваться на очень продолжительное время: шестнадцатый компонент приходилось ждать годами – это огонь, возникает от ударов молнии в дерево; другой компонент - это огонь от погребального костра, добыча которого грозила сильнейшим ритуальным осквернением.
Огни второй (Адаран, состоявший из 4 компонентов) и третьей степени (Дадгах, который мог быть создан из огня домашнего очага любого зороастрийца) существовали в городах, деревнях и небольших населённых пунктах – от них зажигались домашние алтари в жилищах людей.
Через определённое время огни всех алтарей необходимо было обновлять: существовал особый ритуал очищения и возведения на алтарь нового огня.

## Сасанидский период
Наибольший расцвет религия Заратуштры переживала в период правления династии Сасанидов, когда зороастризм стал государственной религией.  По всей стране создавались алтари огня и храмы, также они были обязательной частью дворцовых комплексов.
Сасанидские цари начали институционализировать зороастризм, учредили единую религиозную систему и унифицировали обряды. Выступая в качестве хранителей истинной веры и пользуясь своим происхождением от жрецов храма Анахиты в Парсе, они уничтожали династийные огни местных правителей, зажжённые при Аршакидах. Последние рассматривались в качестве узурпаторов, при которых древняя вера была искажена.

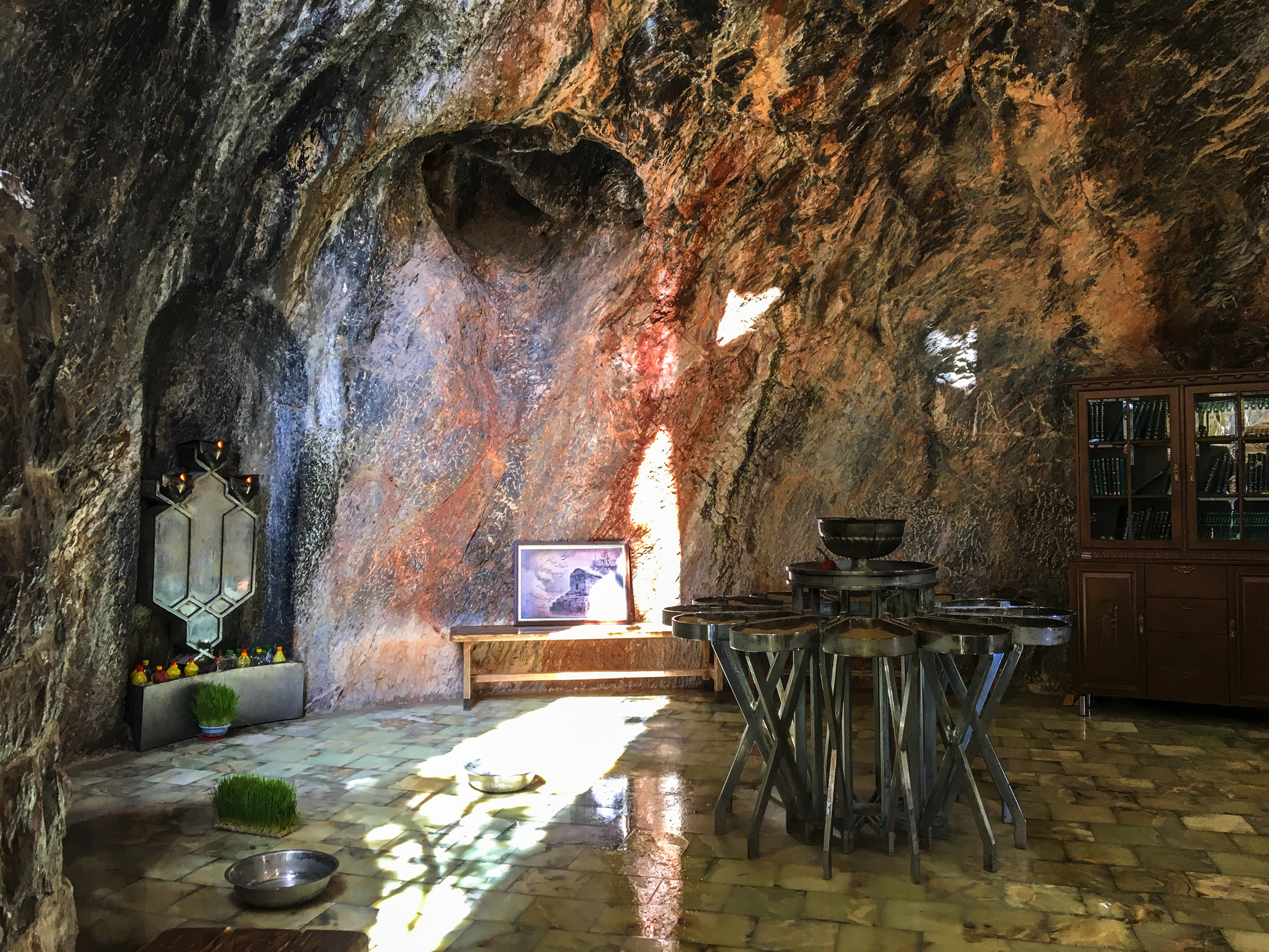
Wiki Loves Monuments 2018 Iran - Yazd - Chak Chak-1

К концу правления Арташира II в результате политики, которую можно назвать иконоборческой, святыни первого типа, багин, либо продолжали существовать, но уже без статуй, либо были заменены огненными алтарями.  Статуи и рельефы не были подвергнуты разрушению и продолжали создаваться до конца сасанидского периода, так как под запрет попадало не изображение божеств вообще, а только само поклонение статуям.
Чортаг как тип храма огня характерен именно для этого периода и  представляет собой квадратную в плане постройку с четырьмя арками и куполом, выстроенную из необожжённого кирпича или камня. Стены покрывали штукатуркой и практически никак не украшали. В центре, на алтаре, находился огонь, предназначенный для поклонения, а также, возможно, служивший ориентиром для караванов. Рядом обычно находились служебные помещения, в которых хранили ритуальную утварь и сам священный огонь, который не был виден простым зороастрийцам.
Сасанидские храмы огня в основном находится на территории Парса (Касри-Духтар в селении Чак-чак), а также на территории Хорасана (храм в Нейсере) и Армении (Эчмиадзин).

## После арабского завоевания. Упадок зороастрийских храмов
После арабского завоевания Ирана в середине VII века наступает долгий период гонений на зороастрийцев и упадок зороастрийской религии. В конце IX в. — X в. аббасидские халифы методично уничтожали зороастрийские храмы огня; зороастрийцев начали преследовать, их называли джабрами (гебрами), т. е. «неверными» по отношению к исламу.
Усилился конфликт между иранцами-мусульманами и иранцами-зороастрийцами. Последние лишались всех прав в случае отказа принять ислам, в то время как многие персы-мусульмане занимали важные посты в новой администрации халифата.
В XI веке начались миграции зороастрийцев в Индию, где они основали город Санджан, названному в честь родного города членов общины в Хорасане. В Санджане они построили храм огня Атеш-Бахрам, который до недавнего времени был единственным огнем парсов. Новое сообщество в Индии в основном могло свободно исповедовать свою религию без угрозы гонений со стороны местных индийских правительств и не потеряло связи с сообществом в Иране. Они оказывали моральную, образовательную и финансовую поддержку зороастрийцам Ирана до начала 20-го века.
Абсолютное большинство зороастрийцев Ирана переселились в районы Кермана и Язда (особенно значимыми стали селения Туркабад и Шерифабад), города, отгороженные от других пустынями.  Зороастрийцы, прибывшие туда из Хорасана и северного Ирана, сумели привезти в Шерифабад самые древние священные огни – два Атеш-Бахрама, которые, по всей вероятности, на данный момент горят непрерывно в течение двух тысяч лет.

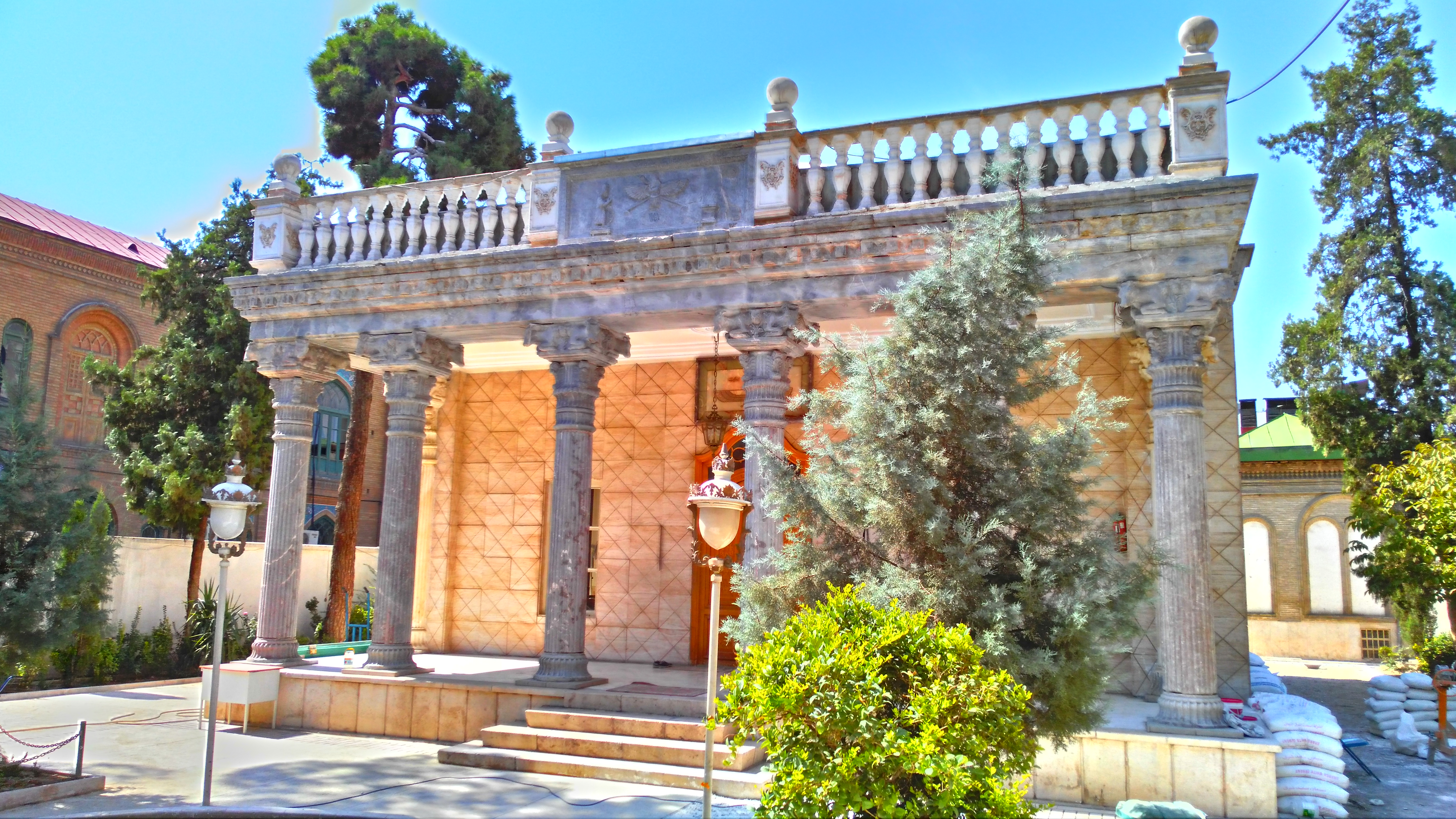
Adrian temple معبد آدریان 1

Так как избегать внимания властей было необходимо, что бы обеспечить им существование, их помещали в обыкновенные здания, построенные из кирпича-сырца и ничем не отличавшиеся от жилых домов. Дверцы в помещения были маленькими и располагались на уровне земли, так, что жрец должен был забираться внутрь ползком, а миряне могли видеть только тлеющие угли, к которым и направлялись молитвы.  Там же, в Шерифабаде, были учреждены два храма божеств Митры и Тиштрии (изображения в них отсутствовали).
К началу XX века основная часть общины по-прежнему была сосредоточена в Язде и окрестностях, а Шарифабад был центром священства. Благодаря уравнению в правах с мусульманами в 1906 году и возрождению интереса к зороастризму при Пехлеви начинается новый этап в истории зороастрийских храмов - их строят в Тегеране, куда переезжают большинство зороастрийцев, и Язде. Они продолжают свое функционирование и сегодня.

### На русском языке
- Всемирная история в 6 томах, Том 2, Средневековые цивилизации Запада и Востока, Уваров П.Ю., 2012.
- Всеобщая история архитектуры. Гл. ред. Баранов Н.В. В 12 томах. Москва, «Стройиздат», 1970.
- Бойс Мэри.  Зороастрийцы. Верования и обычаи. Москва: Издательство «Наука»: Главная редакция восточной литературы, 1987.
- Гиршман Р.М. Религии Ирана. От VIII века до н.э. до периода ислама. // Культура Востока. Древность и раннее средневековье. Л.: 1978.
- Колледж Малькольм. Парфяне. Последователи пророка Заратустры. [пер. с англ. Т. Л. Черезовой]. - М. : Центрополиграф, 2004.
- Крюкова В.Ю. Зороастризм. СПб., 2005.
- Крюкова В.Ю. Зороастрийские храмы в Тегеране и Йезде. Радловский сборник, 2018.
- Луконин В.Г, Дандамаев М.А. Культура и экономика древнего Ирана. М.: 1980.  416 с.
- Торкаман Э. Бурыгин С.М. Непомнящий Н.Н. Загадки старой Персии. Издательство Вече, 2010.

### На английском языке
- Boyce, Mary (1975), "On the Zoroastrian Temple Cult of Fire", Journal of the American Oriental Society, Journal of the American Oriental Society, Vol. 95, No. 3, 95 (3).
- Skjærvø P. O.: Introduction into zoroastrism. EIrCiv 102a, Spring 2006.